# Caponia spiralifera
Caponia spiralifera är en spindelart som beskrevs av William Frederick Purcell 1904. Caponia spiralifera ingår i släktet Caponia och familjen Caponiidae. Inga underarter finns listade.